# Bryhnia alaris
Bryhnia alaris là một loài rêu trong họ Brachytheciaceae. Loài này được Sakurai mô tả khoa học đầu tiên năm 1933.